# James Stewart (roddare)
James Stewart, född den 15 december 1973 i Penrith i Australien, är en australisk roddare.
Han tog OS-brons i åtta med styrman i samband med de olympiska roddtävlingarna 2004 i Aten.